# 秋山透
秋山 透（あきやま とおる、1979年11月29日 - ）は、日本の男性シンガーソングライター。佐賀県出身。身長181cm。

## 来歴

### 生い立ち
1979年11月29日に佐賀県に生まれ幼少期を過ごす、その後は名古屋へと移り少年期や思春期の多くは名古屋で過ごした。高校時代、深夜番組で偶然に見たEric Claptonをはじめとするロックギタリストの音楽に衝撃を受けエレキギターを始める。

### バンド期
ブリティッシュロックをルーツとしたバンドを結成。ギターとヴォーカルを担当。名古屋のライブハウスを中心に精力的なライブ活動を行う。同時に、ブルースバンドのサポートギターなどを経て、ストレートなロックと初期パンクのオリジナル楽曲を中心としたバンド“KEY→ROCK BOYS”を結成。ギターとヴォーカルを担当。名古屋ハートランドスタジオを中心に活動。CBCテレビの深夜番組“King of indies”に出演後の2002年1月、解散ライブを名古屋クラブクアトロにて行う。大学卒業後、車の営業マンを2年経験。不自由のない社会人生活だったが、音楽への夢が諦めきれず、一念発起してバンドを結成する。同時に個人的で宅録していたデモテープが東京の音楽関係者の目に留まり契約。ソロのシンガーソングライターとして、名古屋でワンマンライブを行なった後、上京。

### シンガーソングライター期
都内ライブハウス、ストリート（新宿西口）で活動。1st Maxi“僕はかえらぬ君を想ふ”を全国発売し、その後かつて中森明菜などを手掛け、数多くのアーティストへの楽曲を提供していた作曲家“関根安里”氏が主催するレーベルVillage Of Voiceに籍を移し、ジャック・ジョンソン、G・LOVEをリスペクトした弾き語りをベースとし、Hip-Hop、R&B、Reggae、Funk、Bluesなどを融合した独自の音楽を制作した。そして、2006年12月10日2nd Maxi“Like a Slow Wind”を発表。新しいアコースティックサウンドを打ち出した。2006年12月に名古屋でレコ発ワンマンライブを行い、2007年2月には自身初となる、【Like a Slow Wind九州3DAYS】を行う。また、2007年4月初旬に、東京、名古屋、大阪の【Like a Slow Wind東名阪ツアー】を行い、その後2009年3月に音楽レーベルWaitin' for Musicへと籍を移し、4月に1st Album“Let's hit the road!!”を発表。東京・阿佐ヶ谷にてワンマンライブを行い、その後名古屋、福岡とライブツアーを行い、7月には原宿にて初の自主企画イベント“Aco-Vacation”を開催。11月にはニッポン放送“テリー伊藤と林家たい平の　のってけラジオ”にゲスト出演。

### 現在
2010年1月にアコースティックギターのメーカー“Cole Clark”社とモニター契約を結ぶ。しかし、この頃プライベートで起きた不幸な出来事をきっかけに、2010年5月5日名古屋でのライブを最後にアーティスト活動を一旦休止した。しかし、この時期からインディーズアーティストや声優に楽曲を提供するようになりWaitin' for Musicのサウンドデザイナーとして企業BGMや声優のボイスサンプルなども多く手掛けるようになった。その後2014年7月からシンガーソングライターの活動を再開すると共に現在はフリーのヴォイストレーナーとしても活動をしている。

## ディスコグラフィー
- マキシシングル

- アルバム